# Periclimenaeus manihinei
Periclimenaeus manihinei är en kräftdjursart som beskrevs av Bruce 1976. Periclimenaeus manihinei ingår i släktet Periclimenaeus och familjen Palaemonidae. Inga underarter finns listade i Catalogue of Life.